# Marco Sejna
Marco Sejna (Nyugat-Berlin, 1972. március 20. –) német labdarúgó, a Hertha BSC II kapusa.